# Matanza del cerdo

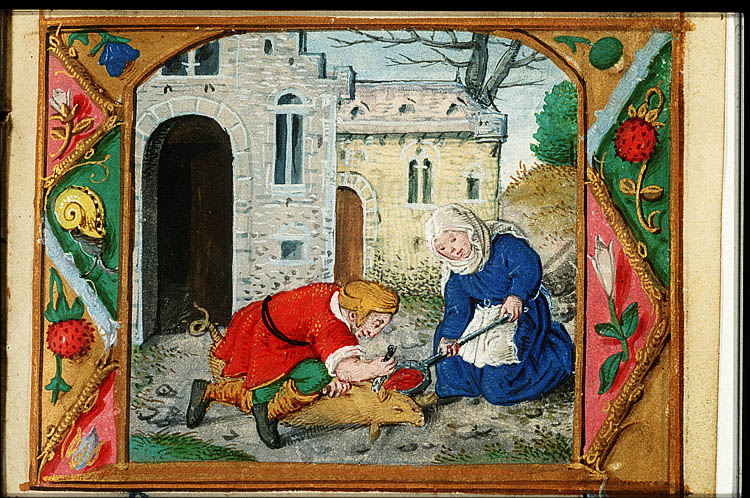
Calendario medieval en el que puede verse un hombre y una mujer sacrificando a un cerdo, la mujer recoge la sangre para la fabricación de morcillas.

La matanza del cerdo, llamada también carneada en Argentina y Uruguay, es un procedimiento habitual de sacrificio de uno o varios cerdos con el objetivo de aprovechar su carne y a menudo para proporcionar embutidos durante un año para la alimentación de la familia. Además proporcionaba la manteca usada durante varios meses. Se trata de una costumbre popular de diversos países europeos, generalizada desde tiempos remotos y realizada de forma artesanal, con diversas peculiaridades en función del lugar en que se celebra. Se efectúa una vez al año, generalmente coincidiendo con los meses más fríos del invierno, ya que el frío ayudaba a la conservación de la gran cantidad de carne en los tiempos anteriores a la moderna refrigeración. Suele tener un lado festivo y de celebración, al reunir a parientes, vecinos y amigos, además del económico.

## Historia

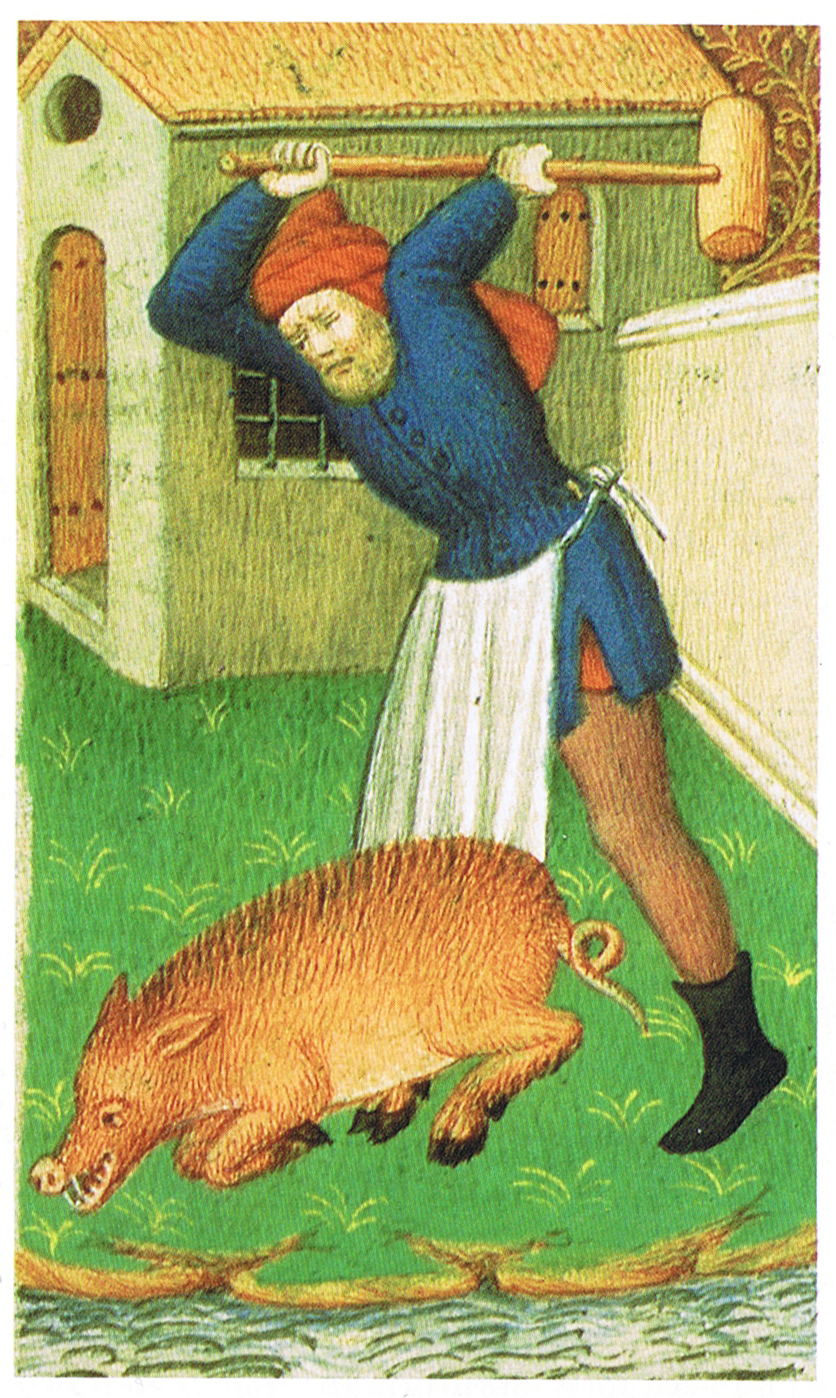
Cerdo a punto de ser sacrificado.

No se conoce su origen aunque los antiguos pueblos celtas de Europa ya la realizaban.
El pueblo griego ya tenía consagrados los cerdos a las diosas Deméter y Cibeles, y los romanos al dios Marte, sacrificándolos en su honor. Durante el sitio de Troya se aplacó la cólera de Poseidón, inmolando un cerdo, un carnero y un toro, costumbre heredada por los romanos. Fueron estos últimos quienes transmitieron al mundo occidental la organización y venta de la matanza en carnicerías, surgiendo así el oficio de carnicero y normas concretas para el sacrificio del animal. Esto va acompañado de los primeros manuales sobre la salazón y la conservación de los productos de la matanza, destacando entre ellos las “Ordenanzas de Diocleciano” (año 301 d. C.), muchas de cuyas normas se vinieron aplicando hasta finales del siglo XX. Frente a su prohibición en el judaísmo, según se refleja en la Biblia y en el libro Levítico, y el islamismo, los pueblos cristianos pueden consumir esta carne. En la Península ibérica, los cristianos siguieron con esta costumbre heredada de los romanos, tolerándose el consumo de carne de cerdo durante la dominación hispano-musulmana. Según Corominas, el término “marrano” se convirtió en adjetivo peyorativo debido a las repetidas respuestas que los moriscos daban a los cristianos cuando éstos les ofrecían la carne prohibida: “Hu(a)mahanrám” (“ es cosa ilícita o prohibida”). De ahí el posterior uso peyorativo del término tanto para definir al animal como a los que rechazaban el consumo de su carne. El cerdo y la matanza se introducen en el continente americano durante la conquista por iniciativa de Hernando de Soto (1540) y después por Francisco Pizarro.

## Fases de la matanza
Hay que entender la matanza como un periodo largo, que comprende:
- El engorde, desde la compra del cerdo y su cebado hasta el día de la matanza, donde se procede al sacrificio. Su duración depende de cuándo se compra el cerdo, aunque lo usual son 10 meses.
- La matanza en sí, que suele durar dos o tres días.
- El curado, dependiendo del uso que se haga de los productos, que puede durar desde días hasta varios años.

Nota: El procedimiento descrito a continuación es ilustrativo. Presenta múltiples variaciones dependiendo de la región analizada.

### Preparación

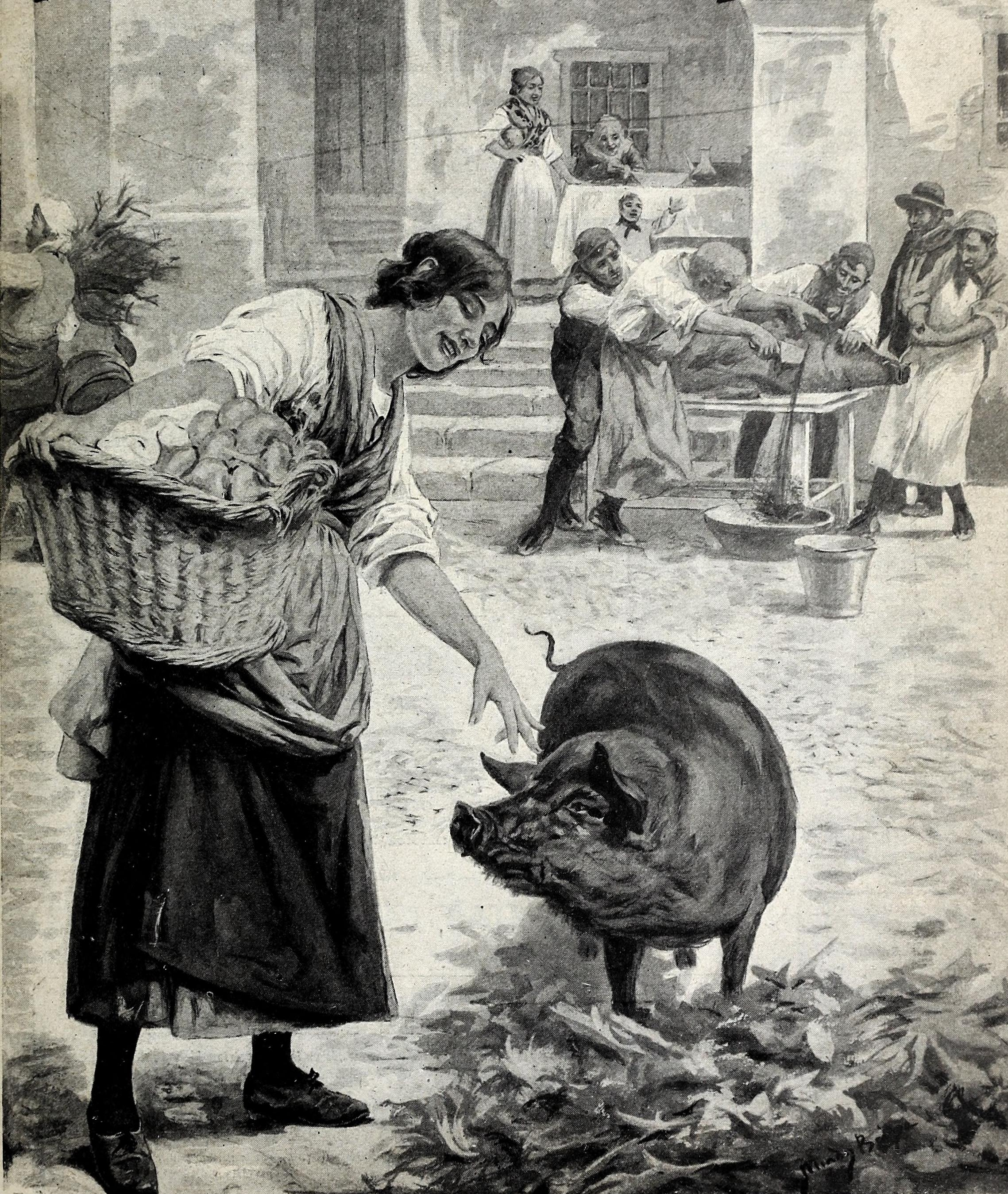
«La última caricia». Ilustración de Narciso Méndez Bringa (1897).

Al llegar el mes de marzo (primavera en la península ibérica) ya se empezaba la negociación en los mercados de ganado para la compra de uno o varios cerdos (lechones) para la matanza, que deberían ser sacrificados en los meses de diciembre o enero. De esta forma el engorde del cerdo empezaba siempre nueve o diez meses antes de llegar el día señalado. El engorde del cerdo se planificaba cuidadosamente, de tal forma que se alimentaba al cerdo con alimentos específicos: verduras tales como berzas, calabazas, patatas, remolachas, mazorcas de maíz y hierbas diversas, tales como cardos tiernos u ortigas que se podían acompañar con harina de trigo, centeno u otros cereales. En el otoño se incluían en la dieta los restos inservibles de las cosechas de frutales: manzanas, peras, membrillos... También suponían una importante y rica aportación los restos de las comidas de las casas que iban a parar al cocino (duerna o pesebre) para el consumo de los cerdos.
Era habitual, en una economía predominantemente rural, que los terratenientes calcularan la cantidad de cerdos que necesitarían para alimentar a las cuadrillas durante el período de cosecha, en función de la extensión de terreno cultivada, ya que la carne de cerdo era el principal ingrediente del cocido que se les daba como manutención.

### El engorde

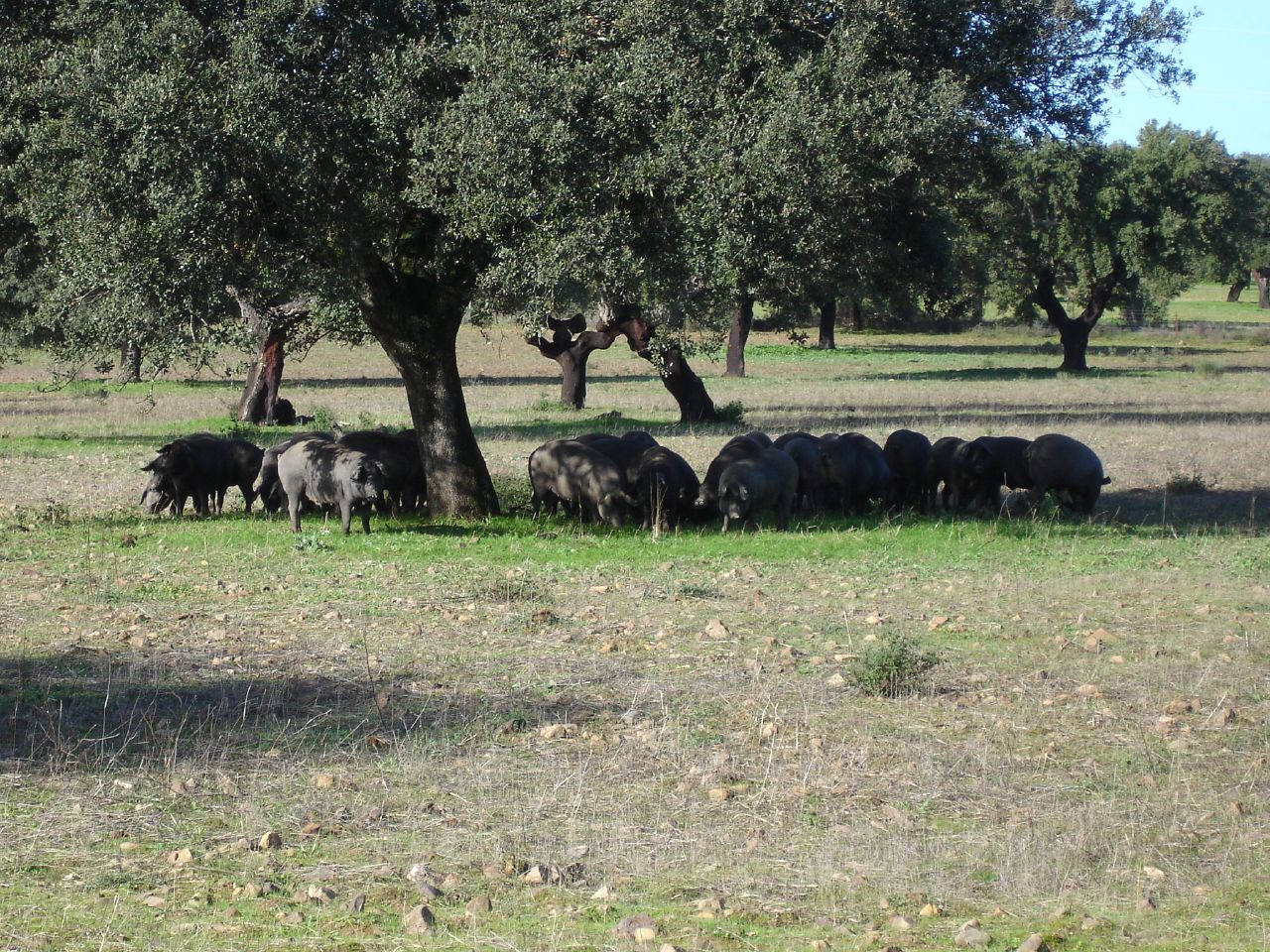
Montanera en una dehesa extremeña

En Extremadura y otras regiones donde abundan las dehesas de encinas y alcornoques, el engorde, en la última fase de la cría del cerdo, se realiza en lo que es conocido como la montanera. Es decir, cuando los cerdos se dejan libres en la dehesa coincidiendo con la maduración y caída de la bellota, en los meses de octubre, noviembre y diciembre.[cita requerida]
La bellota más apreciada es la de encina, generalmente más dulce, más apetecida por los cochinos y de mayor valor nutritivo.[cita requerida] El engorde con bellota, pasto y hierbas aromáticas de las dehesas y el ejercicio físico del animal en régimen de libertad, no solo consigue una carne de menos grasa superficial y más entreverada, sino de un sabor excepcional.
El engorde en las comarcas del norte de España se caracterizaba por:
- una estricta inmovilización del animal en unas porqueras diminutas, de las cuales se hacía salir al cerdo sólo una vez al día para que se diera un paseo por la finca, momento este en el que los granjeros aprovechaban para limpiar la porquería y sacar el estiércol de la pocilga.
- una dieta selecta de verduras y diferentes alimentos, para que fuera tomando el peso adecuado en torno a los 200 kilogramos (el peso se medía en arrobas).

No era extraño que los cerdos se capasen antes de la matanza por dos motivos: los animales capados engordan más y son más tranquilos y porque tras la muerte los testículos desprenden sustancias químicas que empeoran el sabor de la carne del animal.

### El día de la matanza

#### Los días previos
Los días anteriores a la matanza se celebraban reuniones familiares, habitualmente se invitaba a uno o dos vecinos expertos matarifes y se preparaban los instrumentos afilándolos, eligiéndose un día que se previera sin lluvia, niebla, nieve o humedad (lo ideal era un día soleado con una buena helada matutina).

#### La matanza

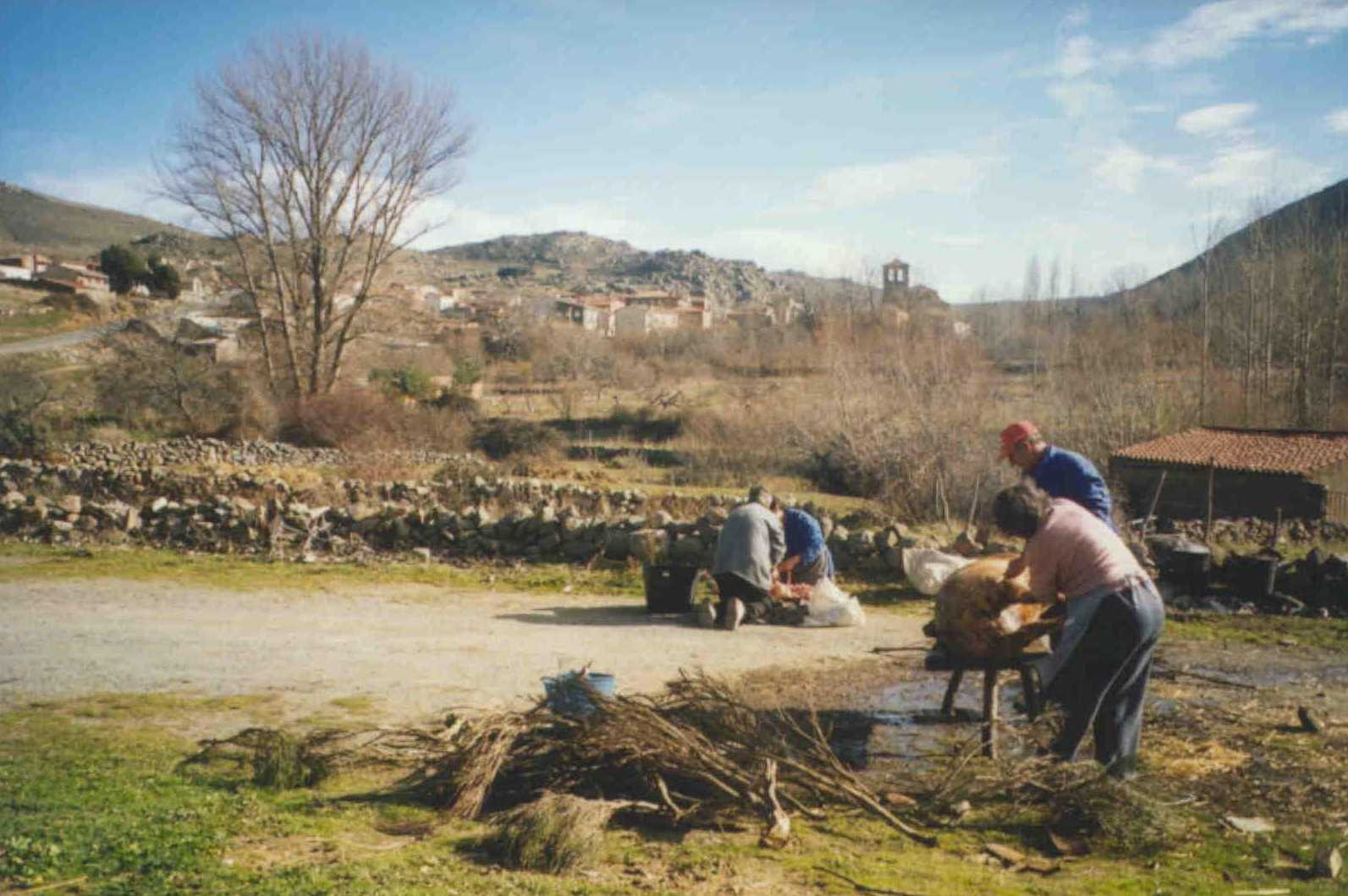
Raspado del cerdo en Riofrío (Ávila). Ramos de escobas en el suelo.

El día de la matanza se desayuna una o dos horas antes de que amanezca y generalmente se hace un desayuno fuerte, ya que el día de la matanza suele ser duro y se trabaja rápido; hay personas que suelen acompañar al desayuno alguna bebida alcohólica de alto grado como un aguardiente.
La sesión comienza apenas salido el sol: entre las 9 y las 10 de la mañana. El matarife va provisto de un gancho o de un lazo corredizo de cable metálico con el cual engancha al cerdo por la mandíbula y lo lleva hasta el banco de madera. Junto con el matarife con su cuchillo se sitúan: quienes sujetan al animal con unas cuerdas; y varias mujeres y niños con cubos para recoger la sangre —que se empleará posteriormente en la elaboración de las morcillas— y dotados de cucharas para removerla para evitar que se cuaje. El cerdo chilla con desesperación durante esta fase y puede ser oído desde lejos, a menos que sea aturdido previamente. Es muy importante para conseguir una buena calidad final de los productos del cerdo el adecuado drenaje de la sangre del animal.

#### La limpieza

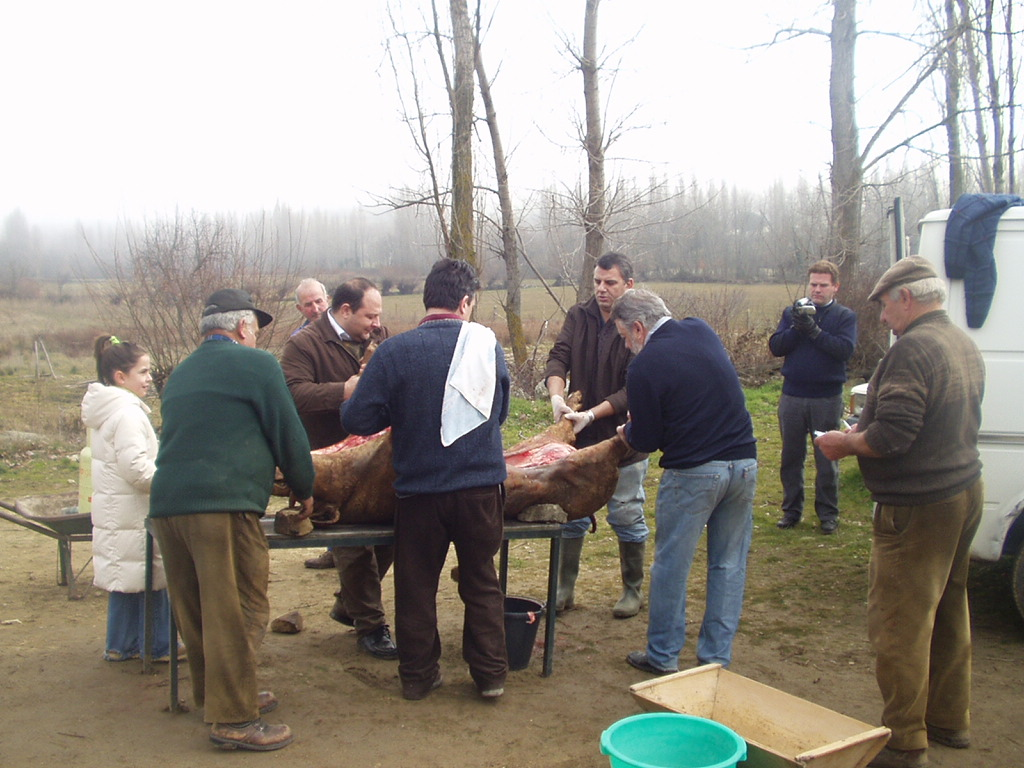
Descuartizando al puerco en Villafranca de la Sierra (Ávila). Artesa de matanza en el suelo.

Una vez muerto el animal, se procede al socarrado, quemando su superficie exterior; para ello se sitúa el cerdo en una cama de material combustible, que dependiendo de la zona estará compuesto por piornos, escobas, helechos o paja de cereal —preferiblemente centeno— para eliminar el pelo de la piel, aunque más recientemente se usan también sopletes de gas; después, con la ayuda de un tipo especial de cuchillo, que está hecho totalmente de madera, se raspa la piel para desprender los restos de los pelos chamuscados y dejar la superficie perfectamente alisada (en algunos sitios se empleaban adicionalmente cepillos o incluso trapos, antiguamente de lino; hoy en día la herramienta más utilizada es el cuchillo con hoja de acero, no demasiado afilada); también en tiempos recientes se usan a menudo cañones de agua a presión.
A continuación se abre el cuerpo del cerdo y se retiran las vísceras por completo, recogiéndose cuidadosamente. Parte de ellas, sobre todo los intestinos y el estómago se reservan y se limpian de los contenidos que había dentro. Esta operación se realiza generalmente por las mujeres de la familia, que todas juntas se dirigen al arroyo más cercano y limpian en él toda la suciedad (hoy en día generalmente se limpian en casa, al disponer de agua corriente). No se trata de una operación agradable, ya que el olor, el intenso frío y la humedad están presentes durante el proceso.

### Las fases posteriores

#### La prueba veterinaria
Tras la muerte del animal se producía una división del trabajo en los elementos de la familia:
- Los hombres limpiaban el cuerpo del cerdo y los instrumentos empleados, cuchillos, cubos, bancos, etc.
- Las mujeres limpiaban el estómago y los intestinos del animal.

Se daba una muestra de diferentes partes de carne al veterinario de la comarca a primera hora de la mañana y este daba su veredicto al mediodía. Si este era positivo, generalmente los niños asaban el rabo del cerdo y se lo comían.
Por la tarde se continuaba con la limpieza de vísceras, y algunos empezaban ya a embutir las morcillas y el botillo para la tarde, otros (depende de la zona) picaban el pan o se cocía el arroz, las cebollas para las morcillas y se empezaban a cocer los primeros ejemplares. Si la gente estaba animada, por la noche se celebraba una fiesta en la que lo primero era probar la carne del cerdo.

#### Los chorizos y embutidos

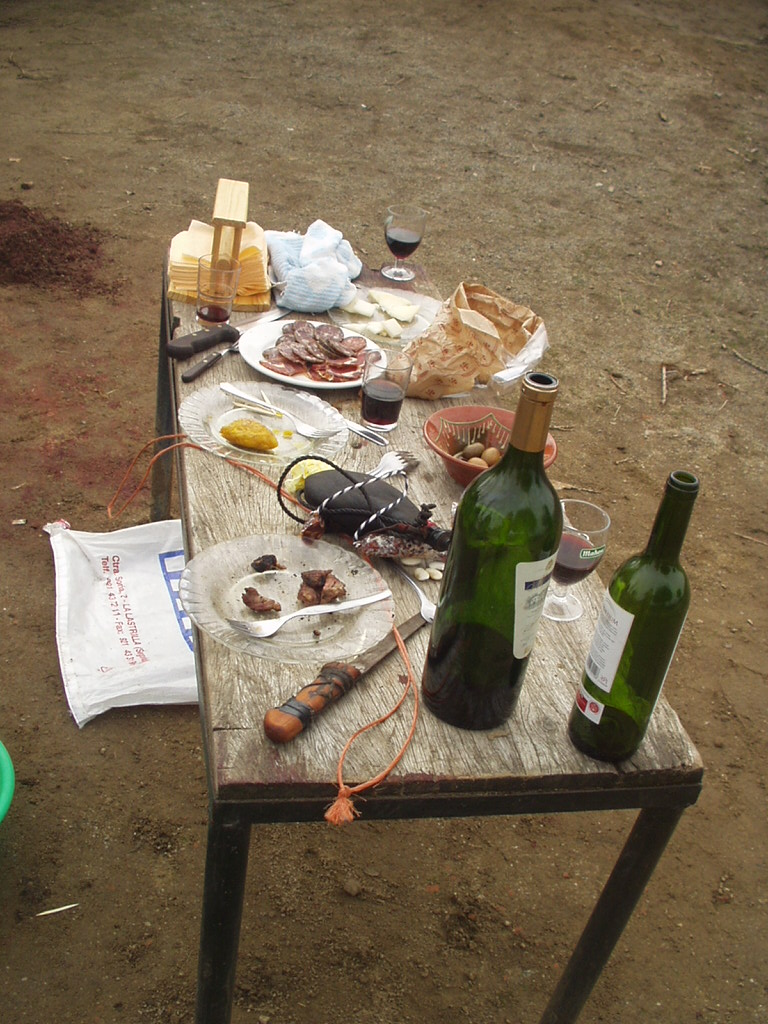
La moraga.

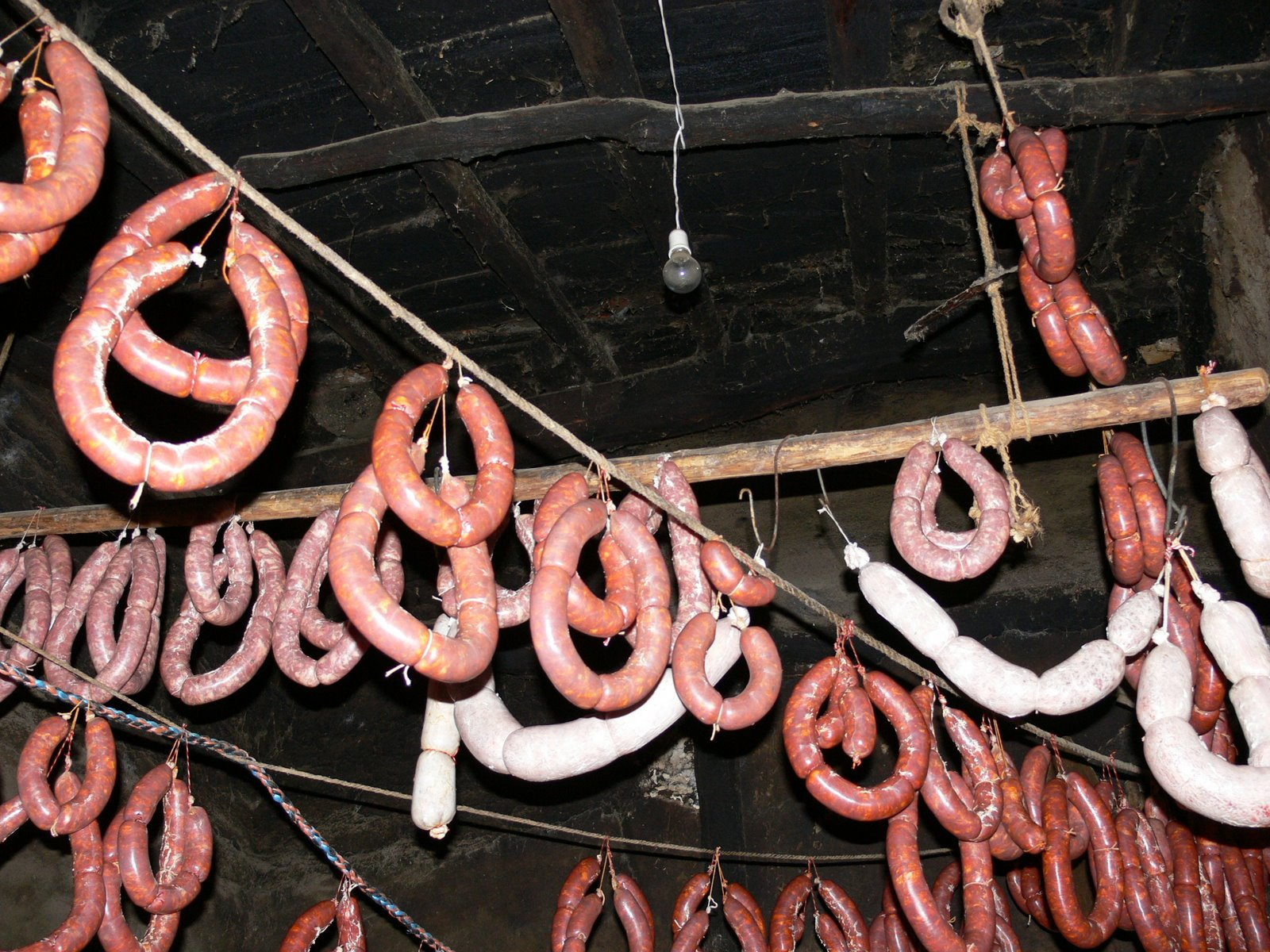
Chorizos y longanizas.

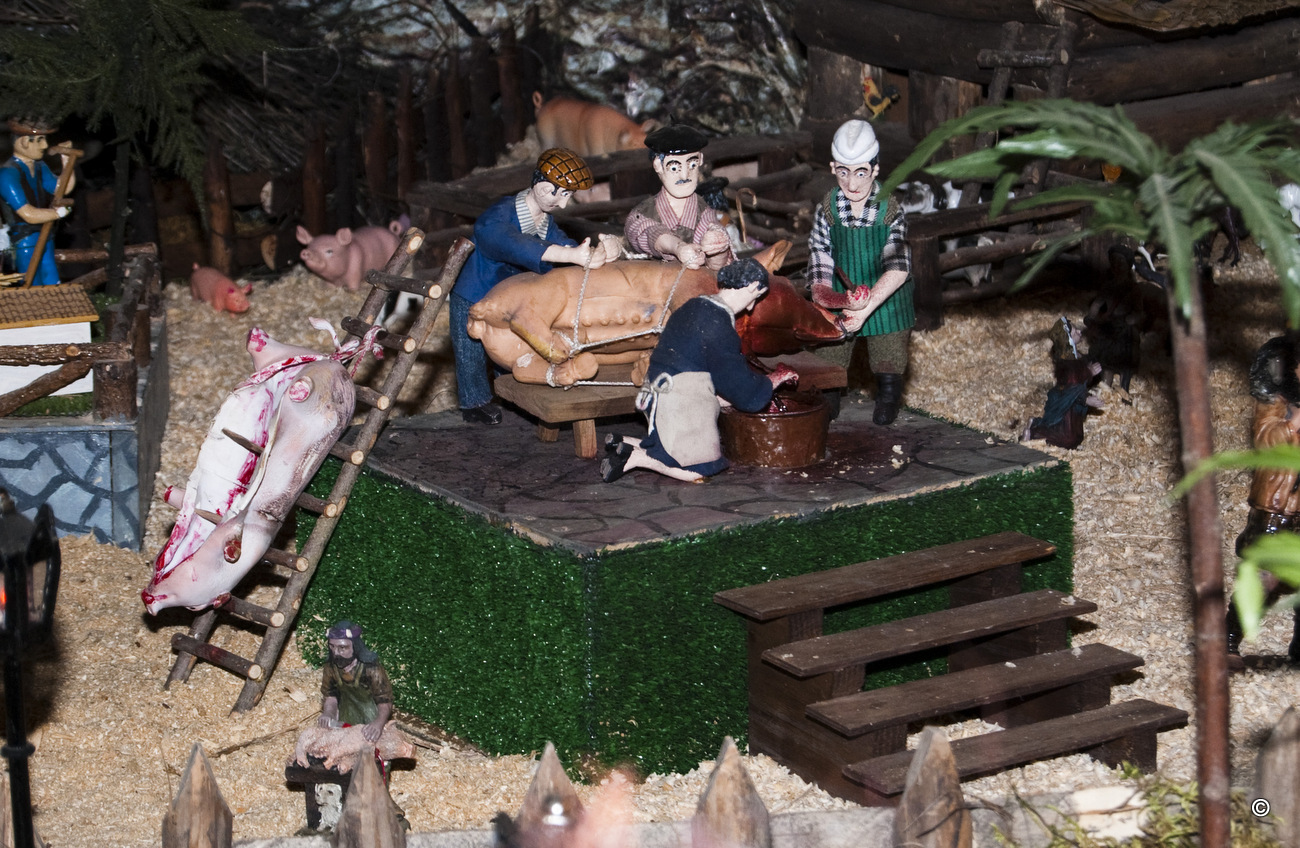
Representación de la matanza del cerdo en el Belén animado de Quintanilla de Río Fresno.

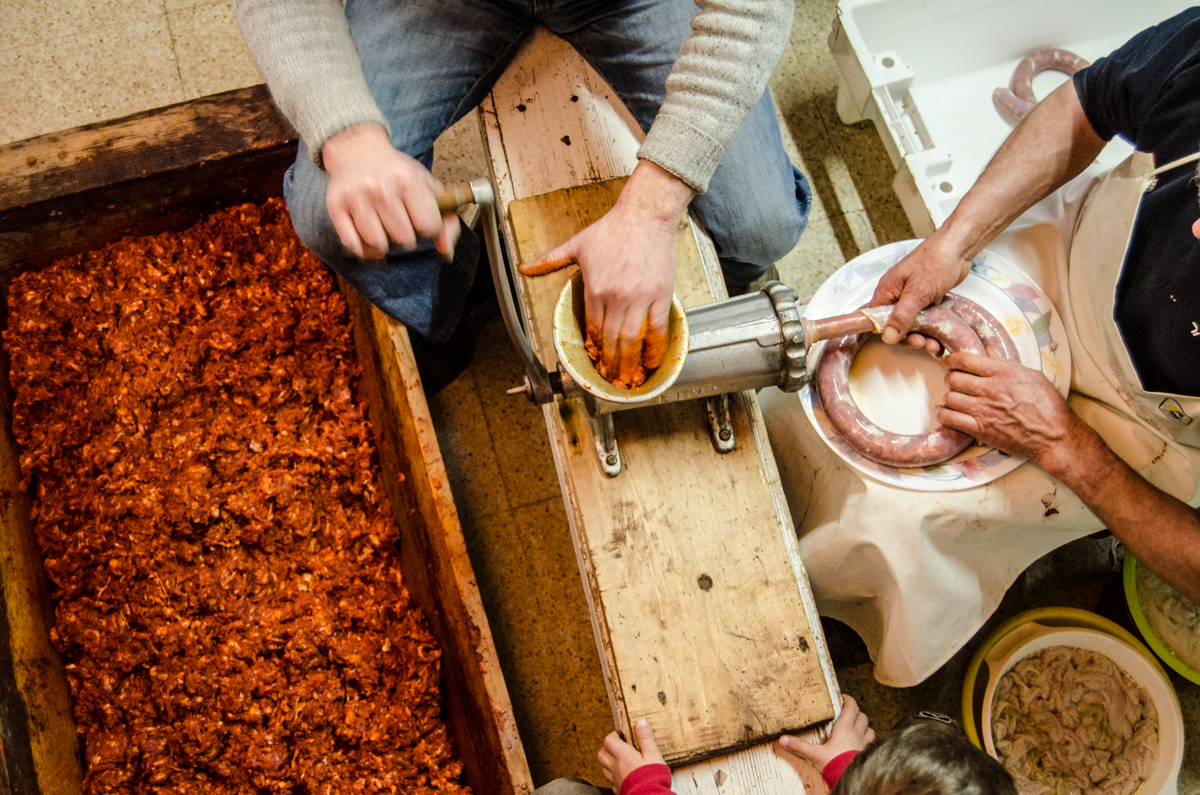
Embutiendo chorizos.

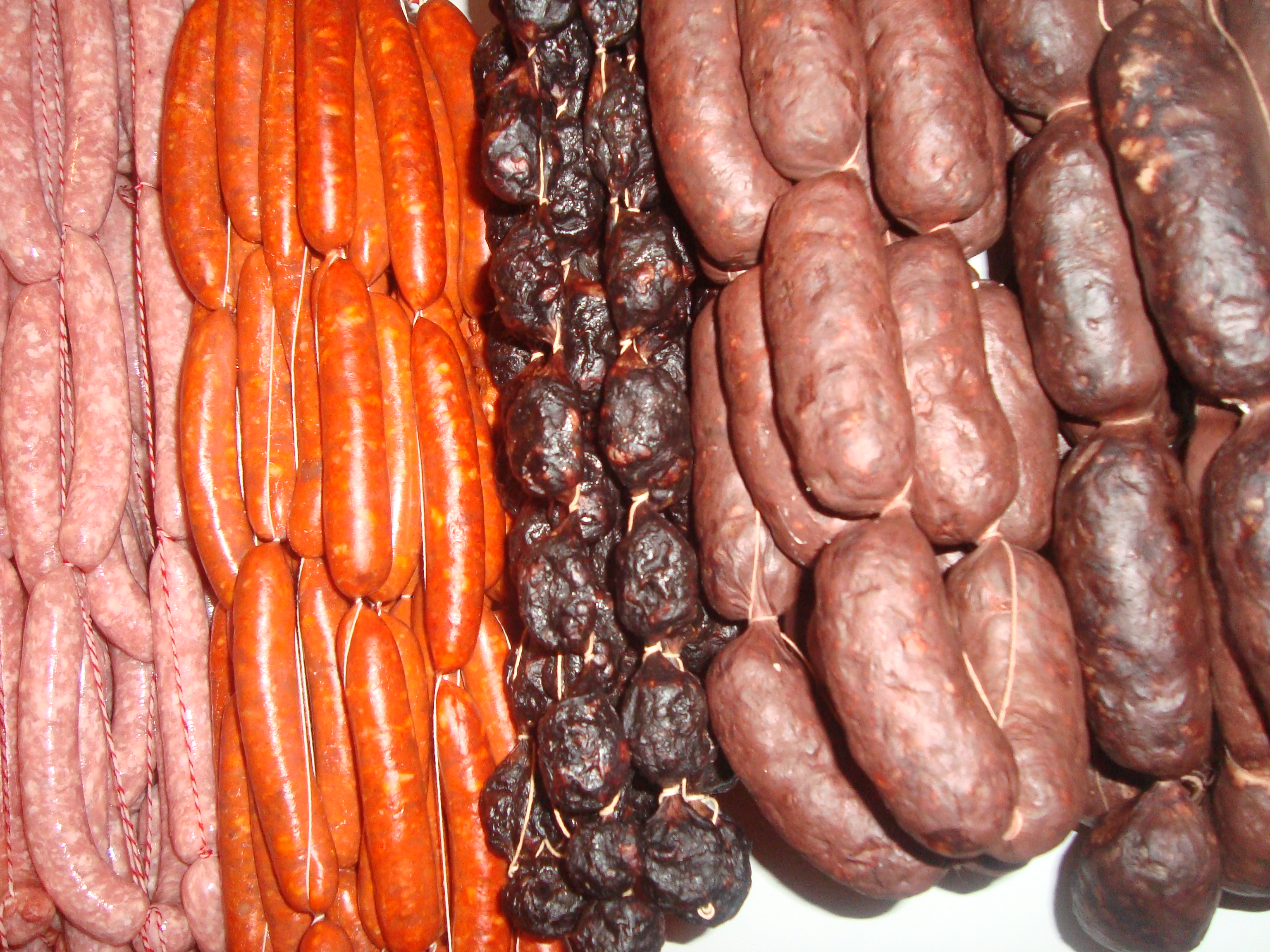
Embutidos de la matanza del cerdo.

El picado de la carne se realizaba el día después, ya que prácticamente la totalidad del cerdo se dejaba colgado de una viga, oreando, a resguardo de perros y alimañas, en la parte baja de un frío almacén bien ventilado durante la noche posterior a su sacrificio.
Por la mañana se comenzaba con el trabajo, utilizando cuchillería especial y muy diversos recipientes, algunos de ellos casi específicos de la matanza como el tajador. Así, cortando y despiezando se iban distribuyendo las partes del cerdo a diferentes 'especialistas': los que salaban los jamones y las paletillas, los que picaban, sazonaban y añadían el ajo para los chorizos, los que adobaban el lomo, los que ponían en salazón el tocino y los que cocinaban los trozos restantes para la concurrencia de personas que trabajaban ese día.
Se asaba en la lumbre la moraga, que son los primeros trozos de carne aliñada con ajo y pimienta molida, y se acompañaba con un buen vino de "pitarra", el vino joven de ese año.
La extracción de la grasa tenía lugar en la tarde del segundo día, se metían los mantos de grasa en calderos al fuego y se fundían; se extraía el líquido en tinajas de barro, empleadas posteriormente para hacer chicharrones o en la conservación de trozos de carne, chorizos o lomos. Parte de la grasa se empleaba en la producción de jabón.
La operación de embutir los chorizos solía comenzar a partir del tercer día de matanza, y podía durar entre uno y dos días, dependiendo de la cantidad de carne disponible. Se empleaba para ello una máquina especial que mediante presión introducía la carne picada en la tripa de cerdo. Generalmente la máquina era de un vecino adinerado, que la prestaba y tenía la suerte de ser invitado para observar este proceso en casa de los vecinos.
Era habitual que en casas de gente adinerada, con poca práctica en la preparación de los productos del cerdo, se contratara a una mujer -o varias- a la que se conocía con el nombre de mondonguera.

#### El ahumado
El ahumado era una operación importante ya a primera hora del segundo día, ya que empezaba a haber morcillas y algunos pedazos de carne que era necesario ahumar. En esta operación trabajaban las personas más jóvenes y consistía en poner en una cocina con fuego (y algo de humo) los trozos para que sean expuestos al humo.

## Variantes regionales

### España y Portugal
En algunas zonas de España y Portugal (país donde se denomina matança do porco) hacen las matanzas con ciertas características propias, por ejemplo, en Aliste (Zamora) suele caracterizarse la elaboración de las morcillas con pan y azúcar, así como en ciertas partes de la provincia de Salamanca.
En algunas zonas de Galicia, donde se realiza la matanza mediante la técnica de degüello (sección de la arteria carótida) es costumbre usar la sangre del cerdo para elaborar el postre típico filloas de sangue, una especie de crêpe que tiene la sangre como ingrediente principal.
En Cantabria, el matacíu del chon, así se conoce a la matanza del cerdo, es un rito festivo tradicional que se desarrolla en la mayoría de los pueblos de la comunidad. Es costumbre usar la sangre del chon para elaborar el borono, una especie de morcilla sin embutir en la cual la sangre, junto con cebollas y especias, es amasada con harina de maíz y de trigo.
En Aragón, especialmente en la provincia de Huesca, la sangre del cerdo, junto con la manteca y otros ingredientes, sirve para elaborar las tortetas.
En zonas meridionales de Castilla y León, en la Sierra de Gredos y en la comarca de La Vera (Cáceres), durante la fase de preparación de la moraga y con las primeras piezas extirpadas a la bestia se prepara un sabroso y consistente caldo conocido como sopa de matanza.
En todo el valle del Duero, zona de convivencia entre musulmanes, judíos y cristianos en la Edad Media, tuvo una gran importancia la matanza del cerdo en público para demostrar el ser cristiano viejo. La de Burgo de Osma está declarada de interés turístico nacional.

### México
En las regiones rurales de México la matanza se realiza de una forma más simple a la convencional: se ata al cerdo por las patas, una persona se monta sobre el animal, el cual permanece tumbado en el suelo, y le clava un cuchillo en la caja torácica (generalmente en el corazón), esperando a que el animal se desangre; después se pela el cuerpo del cerdo con ayuda de agua caliente y finalmente se descuartiza.
En el centro de México la matanza del cerdo se lleva a cabo para realizar las carnitas, plato tradicional en las festividades regionales. El animal, ya descuartizado y limpio, se cuece en manteca de cerdo durante un promedio de dos horas y se le agregan ingredientes, como ajo, leche, canela, sal, naranjas, refresco de cola, cerveza y/o tequila. Una vez listas, se acompañan con salsa de chiles verdes y tortillas.

### Chile
En las regiones del centro sur de Chile, Biobío, Maule, Ñuble y La Araucanía, la muerte del chancho era una tradición en los meses de invierno. 
Las familias criaban chanchos en sus patios o en el campo, el que era alimentado con todas las sobras, afrecho y restos de verduras. Llegando el mes de julio, que trae las lluvias y el frío, se convocaba a familia y amigos para faenarlo.
Mientras llegaban los invitados, el dueño de casa comenzaba por calentar agua en un tambor de 200 litros casi hasta la mitad para una vez muerto el chancho, ir sumergiendo el animal completo por unos segundos para lograr que el pelo se soltara y con un cono de metal se raspaba la piel y el resto se hacía a mano tirando los pelos hasta arrancarlos. De aquí nace el popular dicho chileno: «está mal pelado el chancho» que alude a una injusta distribución de recursos o beneficios.
Luego comenzaban los cortes para la preparación de los subproductos: prietas (con la sangre), costillares, queso de cabeza, patas, longanizas, paté y el cuero de chancho para los platos de porotos.
La grasa con carne que quedaba se colocaba a calentar en una olleta o caldero de fierro fundido, colgada de una de las vigas de la leñera que hacia de lugar de faenamiento. De ahí se obtenían los chicharrones y la manteca que se guardaba para ser usada durante el año para las frituras y el pan amasado.
Esta labor era todo un acontecimiento pues dependiendo del peso del cerdo era una larga jornada de trabajo en que los hombres mataban y faenaban, mientras las mujeres iban cocinando y preparando.
Hoy en día en varias ciudades se celebra La Fiesta del Chancho, en recuerdo a esta antigua costumbre. 

## Productos gastronómicos
Del cerdo se obtienen o fabrican gran variedad de productos, diferentes en función de la región.

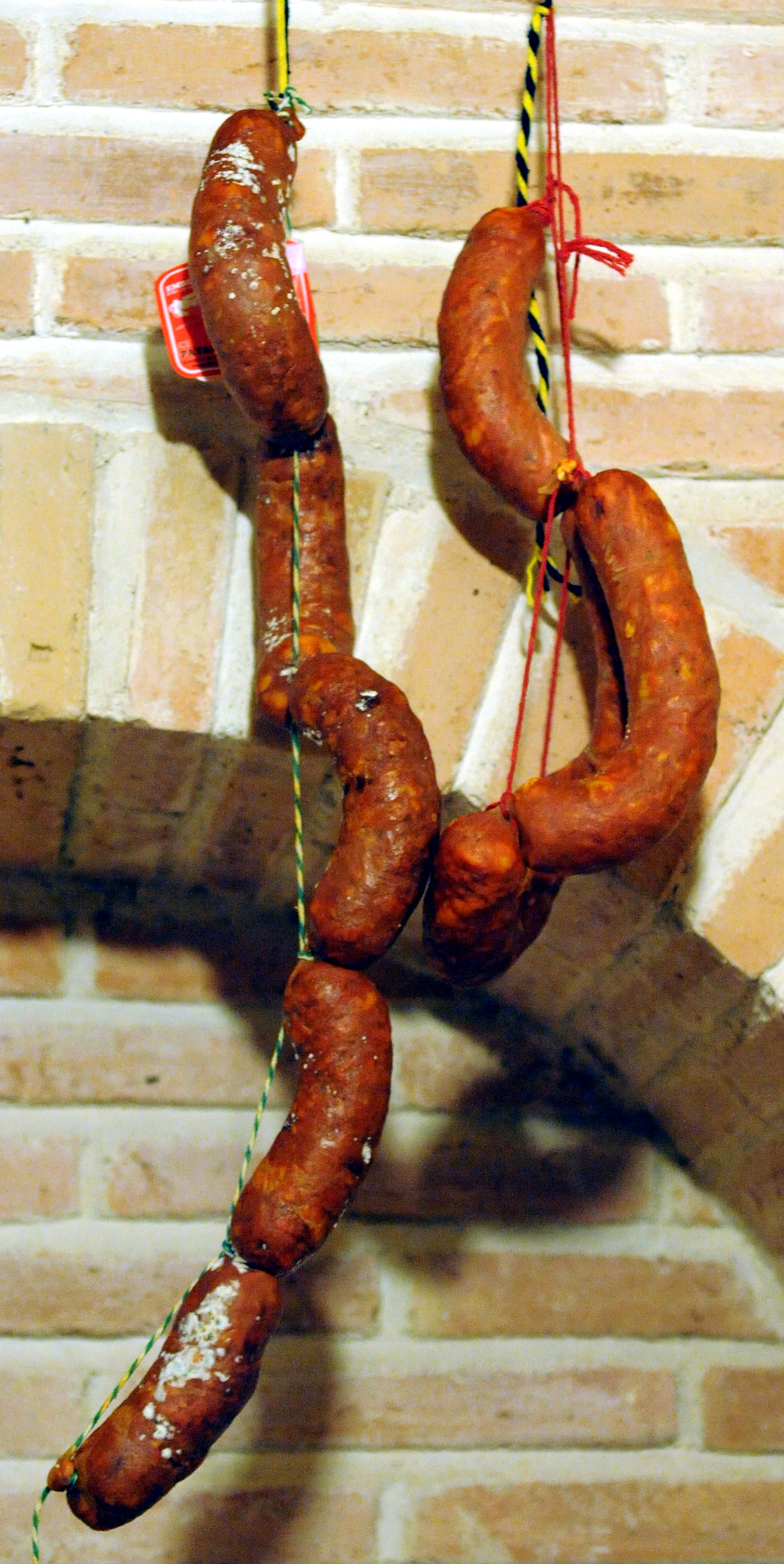
Patateras en ristra de Ceclavín, producto típico extremeño.

| - botillo - butifarrones - camaiot - chicharrones - chorizos - jamones - lomo a la orza - longaniza | - morcillas - morteruelo - patatera - quico - sabadeños - salchichón - sobrasada |  |

### Subproductos
Depende mucho de la región, pero existen diferentes subproductos elaborados tras la matanza y son:
- jabón
- migas
- turriones: en la comarca de Aliste, en Zamora

## Legislación
En el año 2007 entró en vigor en España la Ley 32/2007, de 7 de noviembre, para el cuidado de los animales, en su explotación, transporte, experimentación y sacrificio. Esta ley establece que no está permitido matar el cerdo sin aturdirlo previamente. Quien mate el animal a cuchillo sin previamente aturdirlo con una descarga eléctrica será penado con una multa de hasta 600 €.
Si bien un porcentaje de la población pensaba que se había prohibido el sacrificio a cuchillo (costumbre que en los últimos años había creado una gran polémica) en realidad no ha sido así.
La tradición de la matanza no se ha prohibido, sino que se ha modificado levemente el procedimiento para reducir el sufrimiento del animal. De esta forma parecen haberse solucionado, al menos parcialmente, los conflictos en relación con la matanza anual de este animal doméstico.

## Costumbres locales
- Los butifarrones, uno de los productos típicos de la matanza en Mallorca, son elaborados con la sangre del cerdo y especias, y una parte de su preparación, especialmente delicada, pasa por hervirlos durante un largo rato. En otros tiempos, existía la costumbre de rezar diez padres nuestros para que salieran bien.
- El día de San Martín se asocia a la matanza en muchos lugares, de hecho, no era raro que la matanza comenzara en esta fecha. De ahí la expresión A todo cerdo le llega su San Martín, con la cual se da a entender que las malas personas terminan mal.
- En Mallorca, el pene del cerdo (la pitxa des porc) se colgaba en un palo y se utilizaba la grasa que cubría parte de él para engrasar herramientas u objetos de cuero.
- En el norte de Ávila y en la Tierra de Pinares segoviana, después de la matanza se tuesta (chorrasca) el cerdo exclusivamente con paja de centeno, ya que confiere a los torreznos resultantes un sabor característico y más gustoso.
- En Cantabria, al final de la matanza se quema (churrusca) la piel del chon con helechos.

### Costumbres asociadas
- Aguinaldo: Se trataba originalmente de un regalo navideño con los recientes productos de la matanza.

### Dichos y refranes

#### En América
- A cada cerdo/puerco/marrano le llega su Nochebuena
- No sea puerco, como forma despectiva de referirse a los hábitos de aseo en un individuo.
- Listo p'a la lechona', es decir, una persona fácil de estafar.
- Ese marrano está perfecto, es decir, es una persona muy susceptible.
- No me marraneé, es decir; de una persona que no se dejó escatimar y/o influenciar fácilmente.
- Cada chancho a su rancho; en el sentido de que después de una juerga, cada quien vaya a su casa.
- Está mal pelado el chancho, alude a la injusta distribución de recursos o beneficios.
- Este chancho no da manteca, algo que no producirá frutos.
- Chancho en misa, alguien o algo fuera de lugar.
- La culpa no es del chancho sino de quien le da el afrecho, recalca la responsabilidad de quien permite que se haga un mal

#### En España
- A cada cerdo le llega su San Martín
- Por San Andrés mata tu res, chica, grande o como esté
- Por San Martino mata la vieja el cochino
- Por San Andrés, toma el puerco por los píes; si no lo puedes tomar déjalo para Navidad
- Por la Concepción mata tu cebón
- Por San Martino, mata el pobre su cochino; y por San Andrés, el rico los tres